# Gaetano Quagliariello
Gaetano Quagliariello (ur. 23 kwietnia 1960 w Neapolu) – włoski historyk, publicysta, wykładowca akademicki i polityk, senator, od 2013 do 2014 minister ds. reformy instytucjonalnej w rządzie Enrica Letty.

## Życiorys
Ukończył nauki polityczne na Uniwersytecie w Bari. Jako naukowiec związany głównie z rzymskim Uniwersytetem LUISS, gdzie doszedł do stanowiska profesora zwyczajnego, specjalizując się w historii współczesnej (w tym dotyczącej partii politycznych). Wykładał także m.in. na uczelniach w L’Aquili i Bolonii. W 2003 założył fundację Magna Carta. Jako publicysta współpracował m.in. z „il Giornale” i „Libero”.
Działalność polityczną rozpoczynał jako działacz młodzieżówki Partii Radykalnej. W latach 90. wstąpił do Forza Italia, następnie został członkiem Ludu Wolności. W latach 2001–2006 pełnił funkcję doradcy przewodniczącego Senatu Marcella Pery ds. kulturalnych. W 2006 został wybrany w skład Senatu XV kadencji. Reelekcję na XVI i XVII kadencję uzyskiwał w 2008 i w 2013.
27 kwietnia 2013 kandydat na premiera Enrico Letta ogłosił jego nominację na urząd ministra ds. reformy instytucjonalnej, który objął następnego dnia. 15 listopada 2013 przeszedł do Nowej Centroprawicy, którą powołał wicepremier Angelino Alfano. Funkcję ministra pełnił do 22 lutego 2014. W 2015 założył ugrupowanie Identità e Azione.
W 2018 utrzymał mandat senatora na XVIII kadencję, będąc kandydatem centroprawicowej koalicji. W 2021 dołączył do nowego ugrupowania Coraggio Italia, a w 2022 przystąpił do formacji Italia al Centro.

## Wybrane publikacje
- Storia della goliardia politica nel dopo-guerra: 1943–1968, Manduria 1987
- De Gaulle e il Gollismo, Bolonia 2003
- Cattolici, pacifisti, teocon. Chiesa e politica in Italia dopo la caduta del Muro, Mediolan 2006
- Alla ricerca di una sana laicità. Libertà e centralità dell'uomo, Siena 2007
- Gaetano Salvemini, Bolonia 2007
- La religion gaulliste, Paryż 2007
- Gaullisme, une classification impossible. Essai d'analyse comparée des droites française et italienne, Paryż 2009
- La persona il popolo e la libertà. Per una nuova generazione di politici cristiani, Siena 2010
- De Gaulle, Soveria Mannelli 2012